# Stationärmotor

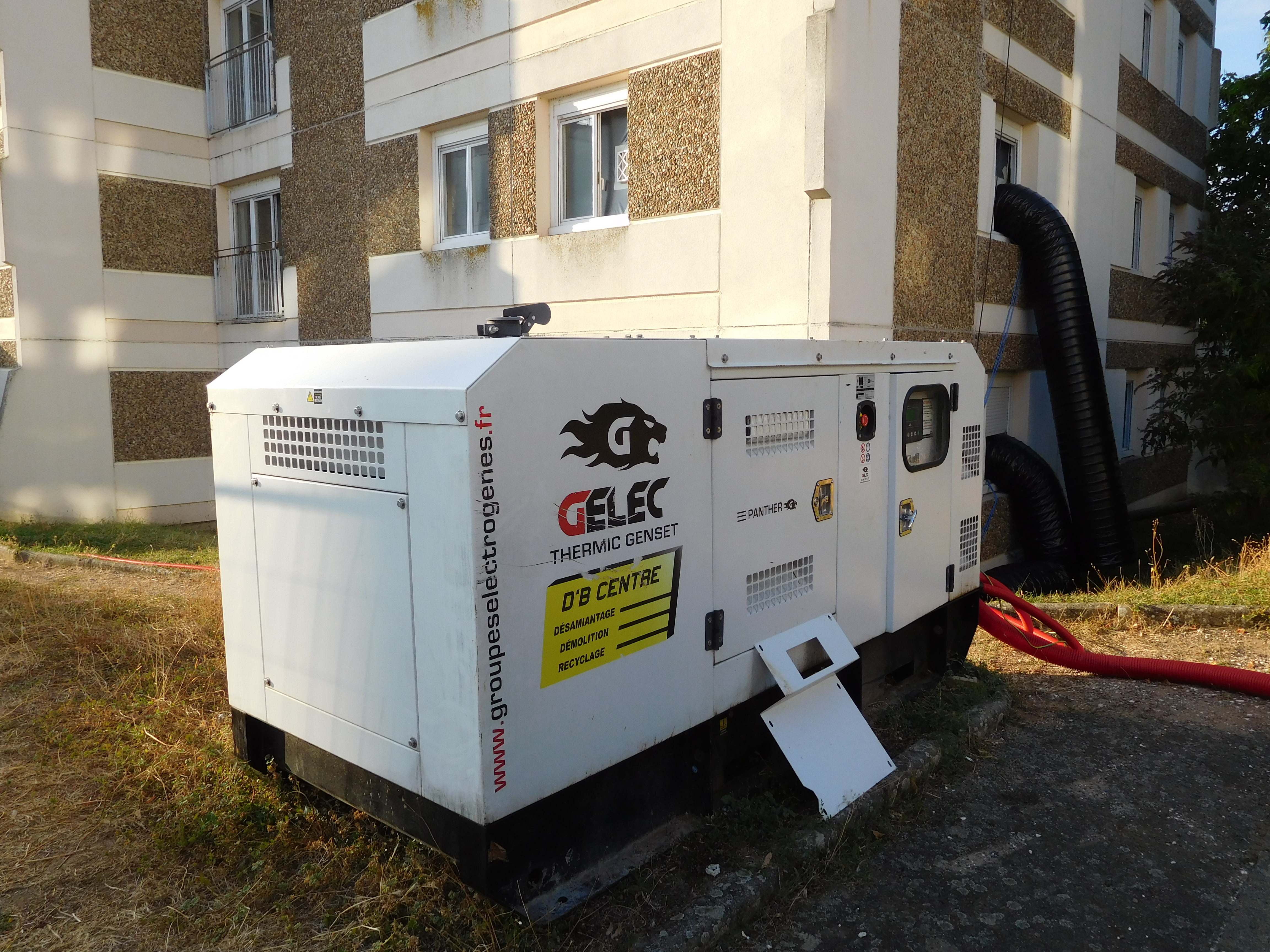
Panther Stationärmotor mit Stromerzeuger (2010er-Jahre)

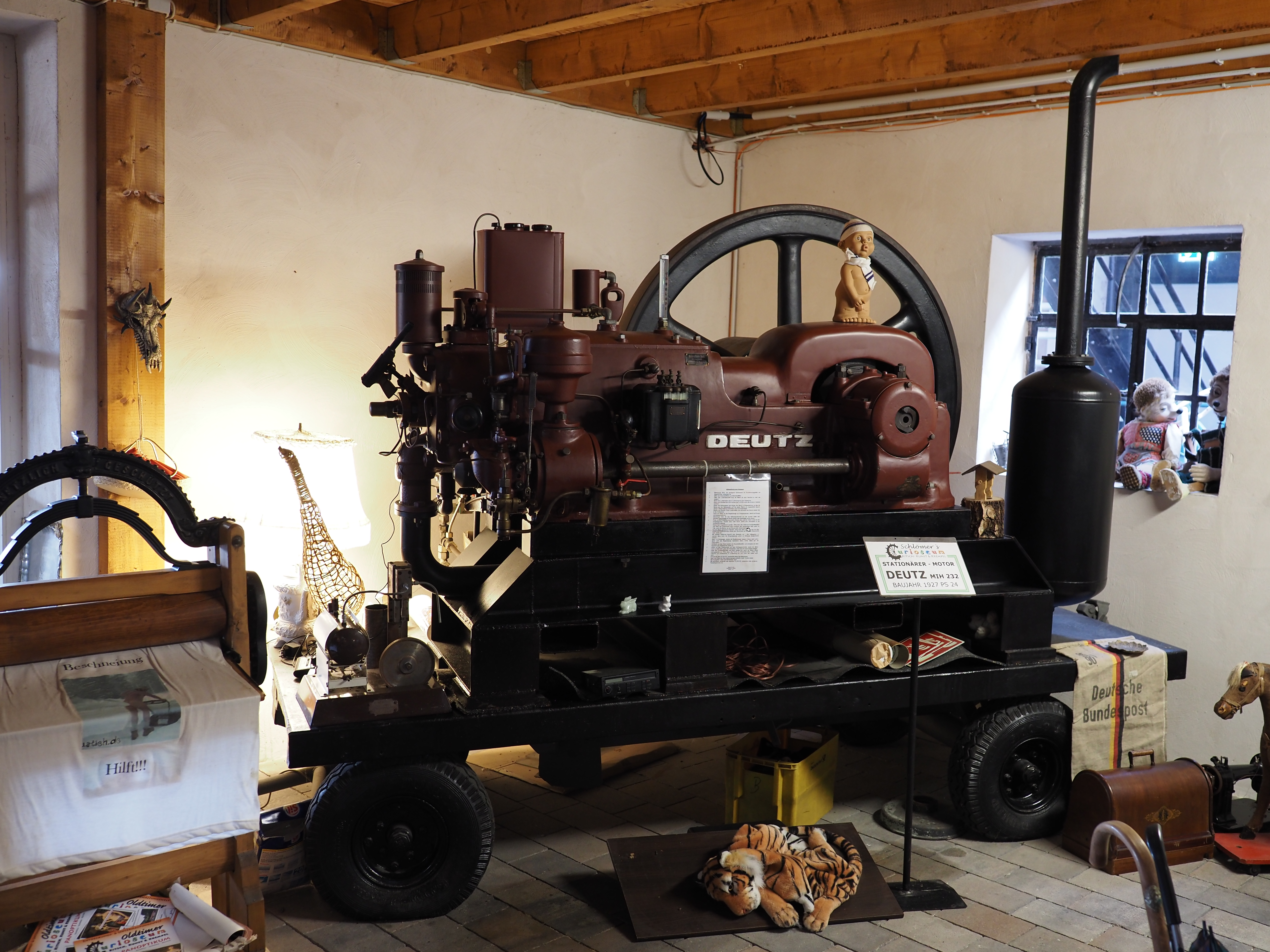
Deutz AG MIH Stationärmotor von 1927 im Oldtimer-Curioseum in Usseln.

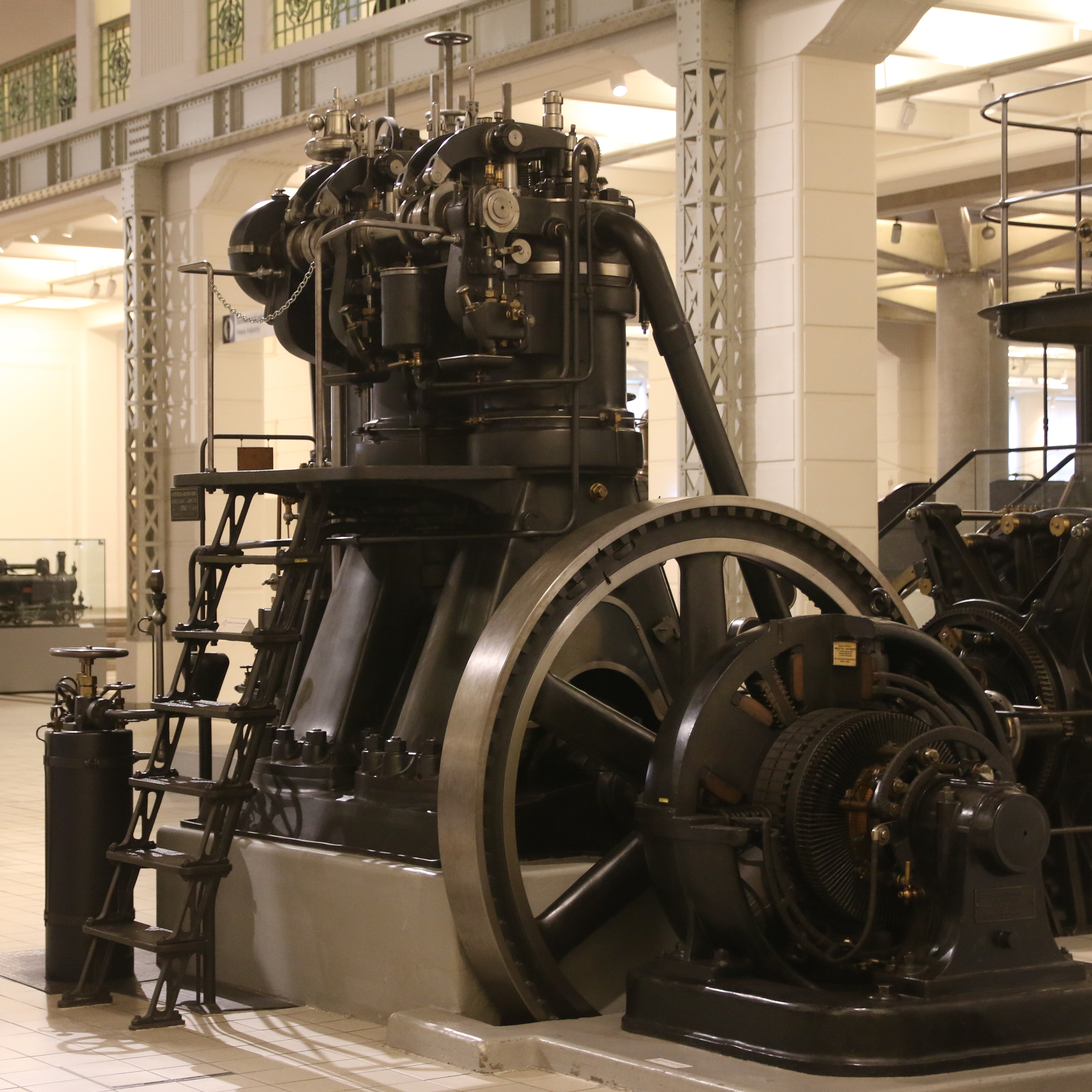
Stationärdieselmotor um 1915

Ein Stationärmotor, auch Standmotor, dient dazu, in erster Linie mechanische Antriebsenergie für industrielle Anlagen und Maschinen bereitzustellen. Auch kann die entstehende Abwärme gegebenenfalls genutzt werden. Stationärmotoren können sowohl ortsfest in oder außerhalb von Gebäuden installiert sein, als auch in Fahrzeugen. Beispiele für letztere sind die häufig auf Schiffen eingesetzten Dieselmotoren zum Antrieb eines Generators. Stationärmotoren dienen aber nie dem direkten Antrieb des Fahrzeugs, auf dem sie installiert sind. Bei dieselelektrischen Lokomotiven oder Range Extendern im KFZ erzeugen Stationärmotoren elektrische Energie per angeschlossenem Generator, mit der ein elektrischer Antrieb gespeist wird.
Wesentliches Kriterium eines Stationärmotors ist daher heute weniger die ortsfeste Verwendung, sondern vor allem die nicht-dynamische Auslegung des Motors, im Gegensatz zum Verbrennungsmotor als direktem Fahrzeugantrieb. Stationärmotoren werden in einem fest umrissenen, gleichmäßigen und wirtschaftlichen Lastbereich betrieben. Bei den Einsatzgebieten von Stationärmotoren kommen die schnell aufeinanderfolgenden Lastwechsel nicht vor, wie es beim Fahrzeugantrieb typisch wäre.
Damit spielt beim Stationärmotor das nur aufwändig zu beherrschende Ansprechverhalten, um von den verschiedensten Betriebszuständen zu einem anderen Betriebszustand zu gelangen, praktisch keine Rolle und erlaubt eine Optimierung des Stationärmotors auf seinen eng definierten Einsatzbereich hin.
Die ersten Verbrennungsmotoren wurden aufgrund der Größe und des Gewichtes als Stationärmotor ausgelegt und eingesetzt, bis durch die technische Entwicklung der Konstruktion und der Werkstoffe eine Gewichts- und Volumenreduzierung und damit der Einsatz in Fahrzeugen möglich war. Stationärmotoren waren vor allem in kleineren Fabriken oder Handwerksbetrieben (wo die Aufstellung und der Betrieb einer Dampfmaschine zu aufwändig gewesen wäre) zum Antrieb von Maschinen verbreitet, ebenso in der Landwirtschaft. Durch die zunehmende Verbreitung der Elektrizität wurden sie bis Mitte des 20. Jahrhunderts in diesem Bereich jedoch weitgehend von Elektromotoren verdrängt.
Durch die stürmische Entwicklung der Kfz-Verbrennungsmotoren wurden klassische Stationärmotoren als eigene Produktlinie immer mehr zurückgedrängt. Heutzutage werden überwiegend modifizierte PKW- und Nutzfahrzeugmotoren als Stationärmotoren eingesetzt, je nach Größe auch solche, die nicht für Straßenfahrzeuge, sondern für Schiffe oder Lokomotiven bestimmt sind.
Blockheizkraftwerke sind ein bekanntes Beispiel für den Einsatz von Stationärmotoren.

## Hersteller (Auswahl)
- Amanco USA
- Barkas-Werke DDR
- Blackstone & Co UK ca. 1882 – 1936
- Briggs & Stratton USA
- Charter Gas Engine Company ca. 1883–1920s
- Cushman
- Deere & Company / John Deere USA
- Electro-Motive USA
- Emerson-Brantingham USA
- Fairbanks-Morse USA
- Fuller and Johnson
- Hercules Gas Engine Company 1912–1930s
- Hercules Motors Corporation 1915–1967, 1976–
- Richard Hornsby & Sons UK
- International Harvester USA
- Jacobson Machine Manufacturing Company
- Kohler Company USA
- Lister Petter UK (Lister-Petter-Stationärmotoren)
  - R A Lister and Company UK
  - Petters Limited UK
- Malkotsis Greece
- National Gas Engine Company UK
- New Holland Machine Company USA
- Olds Gasoline Engine Works (Pliny Olds, sons Wallace and Ransom) (1890s-1910)
- Otto Gas Engine Works
- Palmer Bros. Engines
- Rider-Ericsson Engine Company
- Stover Manufacturing and Engine Company
- Van Duzen Gas and Gasoline Engine Company ca. 1891–1898
- Wärtsilä
- Waterloo Gasoline Engine Company USA
- Witte Engine Works
- ZF Sachs (frühere StaMo-Motorenbaureihe)